# Gang Related (Fernsehserie)
Gang Related ist eine US-amerikanische Fernsehserie, welche am 22. Mai 2014 ihre Premiere beim Sender FOX feierte.
Die Serie besteht aus 13 Folgen in einer Staffel, da der ausstrahlende Sender aufgrund konstant niedriger Einschaltquoten, von einer Fortsetzung absah.
Eine Erstausstrahlung im deutschsprachigen Raum soll ab 28. Dezember 2017 beim Bezahlsender ProSieben FUN erfolgen.

## Inhalt
Die Serie folgt den Privat- und Berufsleben der Mitglieder einer behördenübergreifenden Gang Task Force des Los Angeles Police Departments. Unter ihnen befindet sich ein Mitglied, der persönliche Verbindungen zu einer jener krimineller Banden besitzt. Nach dem Tod seiner Eltern, wurde er von diesen, den Acostas, als einer der ihren aufgezogen und nun bei der Polizei eingeschleust. Dabei soll er ihnen nicht nur Schutz gewährleisten, sondern ist gezwungen, sich gleichzeitig auf ein Leben als Cop und Krimineller einzulassen.

## Darsteller und Synchronisation
Die deutsche Synchronisation der Serie entstand bei der Rainer Brandt Filmproduktions GmbH in Berlin, unter Dialogregie von Ronald Nitschke. Die Dialogbücher schreib Mario von Jascheroff.
| Rolle                      | Schauspieler       | Synchronsprecher    |
| -------------------------- | ------------------ | ------------------- |
| Ryan Lopez                 | Ramón Rodríguez    | Julien Haggège      |
| Daniel Acosta              | Jay Hernández      | Arne Stephan        |
| Cassius Green              | Robert „RZA“ Diggs | Jan-David Rönfeldt  |
| Tae Kim                    | Sung Kang          | Gerrit Schmidt-Foß  |
| Veronika „Vee“ Dotsen      | Inbar Lavi         | Tanya Kahana        |
| Carlos Acosta              | Rey Gallegos       | Sebastian Jacob     |
| Jessica „Jess“ Mary Chapel | Shantel VanSanten  | Britta Steffenhagen |
| Javier Acosta              | Cliff Curtis       | Ronald Nitschke     |
| Sam Chapel                 | Terry O’Quinn      | Erich Räuker        |
| Tio Gordo                  | Emilio Rivera      | Frank Röth          |